# High Crime
High Crime è un album del cantante Al Jarreau, pubblicato dall'etichetta discografica Warner Bros. nel 1984.
L'album, disponibile su long playing, musicassetta e compact disc, è prodotto da Jay Graydon, che partecipa alla stesura di 8 brani, mentre sono 7 quelli in cui compare la firma dell'interprete.
Dal disco vengono tratti i singoli Let's Pretend, After All e Raging Waters.

## Tracce

### Lato A
1. Raging Waters - 4:25
2. Imagination - 4:45
3. Murphy's Law - 4:06
4. Tell Me - 4:33
5. After All - 4:18

### Lato B
1. High Crime - 4:29
2. Let's Pretend - 3:59
3. Sticky Wicket - 4:16
4. Love Speaks Louder Than Words - 3:37
5. Fallin' - 4:56